# 永方佑樹
永方 佑樹（ながえ ゆうき）は、日本の詩人。

## 経歴
東京都出身。慶應義塾大学大学院文学研究科国文学専攻博士前期課程修了。文学修士。2012年、第21回詩と思想新人賞を受賞。2019年、詩集『不在都市』により歴程新鋭賞を受賞。2025年、小説「字滑り」により第172回芥川龍之介賞候補。
文字ベースの詩作に留まらず、水などの自然物やテクノロジーを使用し、詩を立体的に立ち上げる独自の立体詩を国内外で展開（仏サン・レミ美術館、SCOOL、吉祥寺シアター等)。またJR西日本きのくに線「紀の国トレイナート」や奥大和「MIND TRAIL」等にも参加、社会やアートとリンクした活動も行なう。2022年秋にはアメリカ合衆国国務省教育文化局の助成によるアイオワ大学のインターナショナル・ライティング・プログラムに参加した。
一般社団法人コエム理事。名古屋芸術大学芸術学部文芸・ライティングコース非常勤講師。インカレポエトリ編集委員。

## 作品リスト

### 詩集
- 『√3』思潮社、2016年6月
- 『不在都市』思潮社、2018年10月

### 共著書
- 『四季彩図鑑 写真でつづる日本の伝統色』（みらいパブリッシング、2021年5月）
- 『空気の日記 23人の詩人が綴ったコロナ禍のリレー日記365日』（書肆侃侃房、2022年7月）

### 雑誌掲載
小説
- 「字滑り」 - 『文學界』2024年10月号
- 「生成変容体」 - 『文學界』2025年6月号